# Neochrysocharis
Neochrysocharis is een geslacht van vliesvleugeligen uit de familie Eulophidae. De wetenschappelijke naam van dit geslacht is voor het eerst geldig gepubliceerd in 1912 door Kurdjumov.

## Soorten
Het geslacht Neochrysocharis omvat de volgende soorten:
- Neochrysocharis achrysocharoides (Girault, 1916)
- Neochrysocharis acuminatus Hansson, 1990
- Neochrysocharis agromyzae (Crawford, 1913)
- Neochrysocharis albicoxa Hansson, 1995
- Neochrysocharis albiscapus Erdös, 1954
- Neochrysocharis ambitiosus Hansson, 1990
- Neochrysocharis aratus (Walker, 1838)
- Neochrysocharis arizonensis (Crawford, 1913)
- Neochrysocharis arvensis Graham, 1963
- Neochrysocharis aversiflexus Hansson, 1997
- Neochrysocharis beasleyi Fisher & La Salle, 2005
- Neochrysocharis chalybeus Hansson, 1995
- Neochrysocharis chlorogaster (Erdös, 1966)
- Neochrysocharis clarus Szelényi, 1977
- Neochrysocharis clavatus (Hansson, 1995)
- Neochrysocharis clinias (Walker, 1838)
- Neochrysocharis convexus Hansson, 1997
- Neochrysocharis cuprifrons Erdös, 1954
- Neochrysocharis cyaneoviridis Hansson, 1995
- Neochrysocharis diastatae (Howard, 1881)
- Neochrysocharis dimas (Walker, 1839)
- Neochrysocharis donna (Girault, 1917)
- Neochrysocharis elongatus Hansson, 1995
- Neochrysocharis epimeralis Hansson, 1995
- Neochrysocharis formosus (Westwood, 1833)
- Neochrysocharis hartigi (Szelényi, 1977)
- Neochrysocharis hirsutus Hansson, 1995
- Neochrysocharis horticola Khan, Agnihotri & Sushil, 2005
- Neochrysocharis hyphantriae (Yoshimoto, 1978)
- Neochrysocharis indicus Khan, Agnihotri & Sushil, 2005
- Neochrysocharis iris Erdös, 1954
- Neochrysocharis jazyga Erdös, 1969
- Neochrysocharis liriomyzae Khan, Agnihotri & Sushil, 2005
- Neochrysocharis longiventris (Askew, 1979)
- Neochrysocharis marginalis Hansson, 1995
- Neochrysocharis moczari Szelényi, 1973
- Neochrysocharis nunbergi (Szczepanski, 1960)
- Neochrysocharis okazakii Kamijo, 1978
- Neochrysocharis pictipes (Crawford, 1912)
- Neochrysocharis pilosus Hansson, 1995
- Neochrysocharis sericeus (Erdös, 1954)
- Neochrysocharis texensis Hansson, 1995
- Neochrysocharis trifolii Erdös, 1961
- Neochrysocharis tumidiscapus Hansson, 1997
- Neochrysocharis villosicornis Szelényi, 1977
- Neochrysocharis violaceus Askew, 1999
- Neochrysocharis washingtoni (Girault, 1913)